# 2852 Declercq
2852 Declercq eller 1981 QU2 är en asteroid i huvudbältet som upptäcktes den 23 augusti 1981 av den belgiske astronomen Henri Debehogne vid La Silla-observatoriet. Den är uppkallad efter upptäckarens frus flicknamn.
Asteroiden har en diameter på ungefär 12 kilometer och den tillhör asteroidgruppen Astrid.